# Бембо, Бернардо
Бернардо Бембо (итал. Bernardo Bembo; род. 19 октября 1433, Венеция, — 28 мая 1519, Венеция) — венецианский дипломат и библиофил, отец Пьетро Бембо. 

## Биография
Представитель рода венецианских патрициев, начал своё образование в Венеции у преподавателя-аверроиста из школы Риальто. В 17-летнем возрасте отправился учиться в Виченцу, где начал собирать рукописи. Затем он переехал в Падую, где получил свою первую университетскую степень в 1455 году. В том же году он был включён в венецианскую делегацию, отправленную в Рим поздравить Каликста III с его восшествием на папский престол. 
Бернардо продолжил своё изучение гражданской юриспруденции и теологии в Падуанском университете, продолжая коллекционировать рукописи. На полях одной из них сохранилась его пометка о том, как он влюблён в девушку по имени Фисба. Предположительно, он имел в виду Магдалену, которая родила ему сына Бартоломео в 1457 году. Бернардо поселил этого внебрачного ребёнка в своём доме и относился к нему также, как к последующим законным детям — Пьетро, Антонии и Карло.
В 1458 году, будучи во Флоренции, он влюбился в другую девушку, но в 1462 году он женился на представительнице знатного венецианского рода Морозини по имени Елена. Существует предположение, что она была его уже второй женой — возможно, до этого он уже был женат на даме из рода Марчелло, которая скончалась вскоре после свадьбы.

Получив в 1465 году докторскую степень, в 1468 году он был отправлен послом к королю Кастилии и отплыл в Севилью. Договорённость с испанцами об устройстве концессий обеспечила ему благосклонность сената. Затем он был отправлен послом в Бургундию к Карлу Смелому, где находился между 1471 и 1474 годом; плодом этой поездки стал Пероннский договор 1472 года — антитурецкий альянс между герцогом и республикой. Также он получил приказ посредничать между герцогами Австрии и Бургундии в 1474 году. За время путешествия претерпел большие финансовые издержки и писал своему брату о недостатке средств. Предположительно, именно тогда Ханс Мемлинг мог написать его портрет (опознание модели основывается на том, что в пейзаж включена пальма — часть эмблемы Бембо, которая также есть на портрете Джиневры Бенчи; в Бельгии же пальмы не растут и в других портретах Мемлинга она не встречается). 
Бембо также дважды был венецианским послом во Флоренции — в 1474—1476 и в 1478—1480 годах. Будучи подестой Равенны, в 1483 году заказал Пьетро Ломбардо строительство гробницы Данте. К концу пребывания в Равенне на него поступило от горожан множество жалоб, указывающих на его несправедливость и нарушение самостоятельности города, в частности, требование рабочей силы, нарушение привилегии гражданства, церковного убежища и т. п. 

## Отношения с Джиневрой Бенчи
Основная статья: Джиневра Бенчи
Будучи послом во Флоренции, Бембо влюбился в юную Джиневру Бенчи и, став её платоническим поклонником, заказал у Леонардо да Винчи её портрет. Их отношения воспеты в 10 латинских элегиях Кристофоро Ландино и Алессандро Браччеси, написавших их по заказу Бембо.